# Hem från kåken
Hem från kåken (originaltitel: Going Straight), brittisk komediserie med Ronnie Barker (Norman Stanley Fletcher), Richard Beckinsale (Lennie Godber) och Fulton Mackay (Mackay). Svensk TV-premiär i februari 1979.
En fortsättning på TV-serien Hem till kåken. Efter att ha suttit av tre år och åtta månader av sitt fängelsestraff blir Norman Stanley Fletcher villkorligt frigiven. Anpassningen till livet utanför murarna blir inte alldeles okomplicerad.
Totalt gjordes det sex avsnitt 1978.